# Mahmud-paša Tuzlić
Mahmud-beg Tuzlić (u. 1858., Rodos), bosanskohercegovački visoki dužnosnik, jedan od vođa velikog ustanka bosanskih muslimana.

## Životopis
Sin Sulejman-bega. Godine 1805. je poslije smrti strica Murad-bega preuzeo Tuzlansku kapetaniju, čiji su kapetani nasljedno bili iz obitelji Tuzlića. Mahmud-beg bio je vrlo revan u obnašanju dužnosti. Zbog toga je stekao čin i naslov paše te su ga zvali Tuzla-paša ili Mahmud-paša Tuzlo, te se od tad njegovi nasljednici zovu Tuzlići. Dužnost kapetana nije obnašao do smrti. Još 1833. dužnost je predao sinu Osman-begu, no već 1835. kapetanije su ukinute.
Rusija i Osmansko carstvo su 2. rujna 1829. godine sklopile mir u Drinopolju. Mirovni uvjeti za Osmanlije bili su priznati autonomiju Grčkoj i Srbiji vratiti šest okupiranih nahija iz Karađorđeve Srbije, i Srbiji je osiguran međunarodni položaj i osigurana samoupravu. Visoka Porta je odredila novu politiku za Bosnu i Hercegovinu. Namijenila je uspostavu drastičnih reformi koje su pogađale visoko plemstvo i dužnosnike. Svim tamošnjim prvacima to nije bilo u prilog, ni agama, begovima ni kapetanima. Kapetani zabrinuti za svoje koristi održali su 1830. sastanak u konacima Husein-kapetana Gradaščevića te 5. veljače 1831. godine i u Tuzli, u konaku kod tuzlanskog kapetana Mahmud-paše Tuzlića, djeda Bakir-bega Tuzlića.  Oduprijeti se reformama pobunom bio je zaključak, a izabrani vođa otpora bio je Husein-kapetan Gradaščević. Urotnici su bili isprve uspješni, ali vođu su im uhvatili na prijevaru.
Bosna nije bila pokorena pa je 1850. Velika Porta poslala Omer-pašu Latasa ugušiti ustanak i sprovesti planirane reforme. Latas je učinkovito i krvavo sproveo danu mu zadaću. Gospodar Podrinja i Posavine, Tuzla–paša, tj. Mahmud-paša Tuzlić, sklonio se preko granice u Hrvatsku, u Vinkovce. Latas ga je namamio obećanjima „časnu vojničku riječ“ nazad u Tuzlu, no tad je prekršio riječ, zarobio Tuzlića i prisvojio ogromno Tuzlićevo blago. Zarobljeni Mahmud je u ponižavajućem položaju odveden u Sarajevo: Latas je ujahao u Sarajevo na arapu, a iza njega trojica redovnih vojnika na jastucima su nosili zarobljene Mahmudove insignije: draguljima ukrašenu sablju, nož i zlatom optočenu pušku. Zarobljeni umorni slomljeni Mahmud postavljen je neka jaše mršavu kljusinu. Pratili su ga tuzlanski kadija i još sedmorica posavskih prvaka jašući na samaricama, a pozadi njih je pješačeći glavinjala skupina ostalih posavskih prvaka povezanih u drugi zajednički sindžir. Latas je stavio u lance Mahmud pašu, Mahmud-pašinu rodbinu i istomišljenike te ih sproveo do Sarajeva, pa do Carigrada i konočno na otok Rodos.
Umro je 1858. u izgnanstvu na Rodosu, gdje ga je poslao Omer-paša Latas. I Mahmud-begov sin Osman-beg Tuzlić bio je u zatočeništvu. Vratio se šest godina poslije očeve smrti i obnovio Mahmud-begovu kuću i poznati Tuzlića konak.